# Svegs kyrka

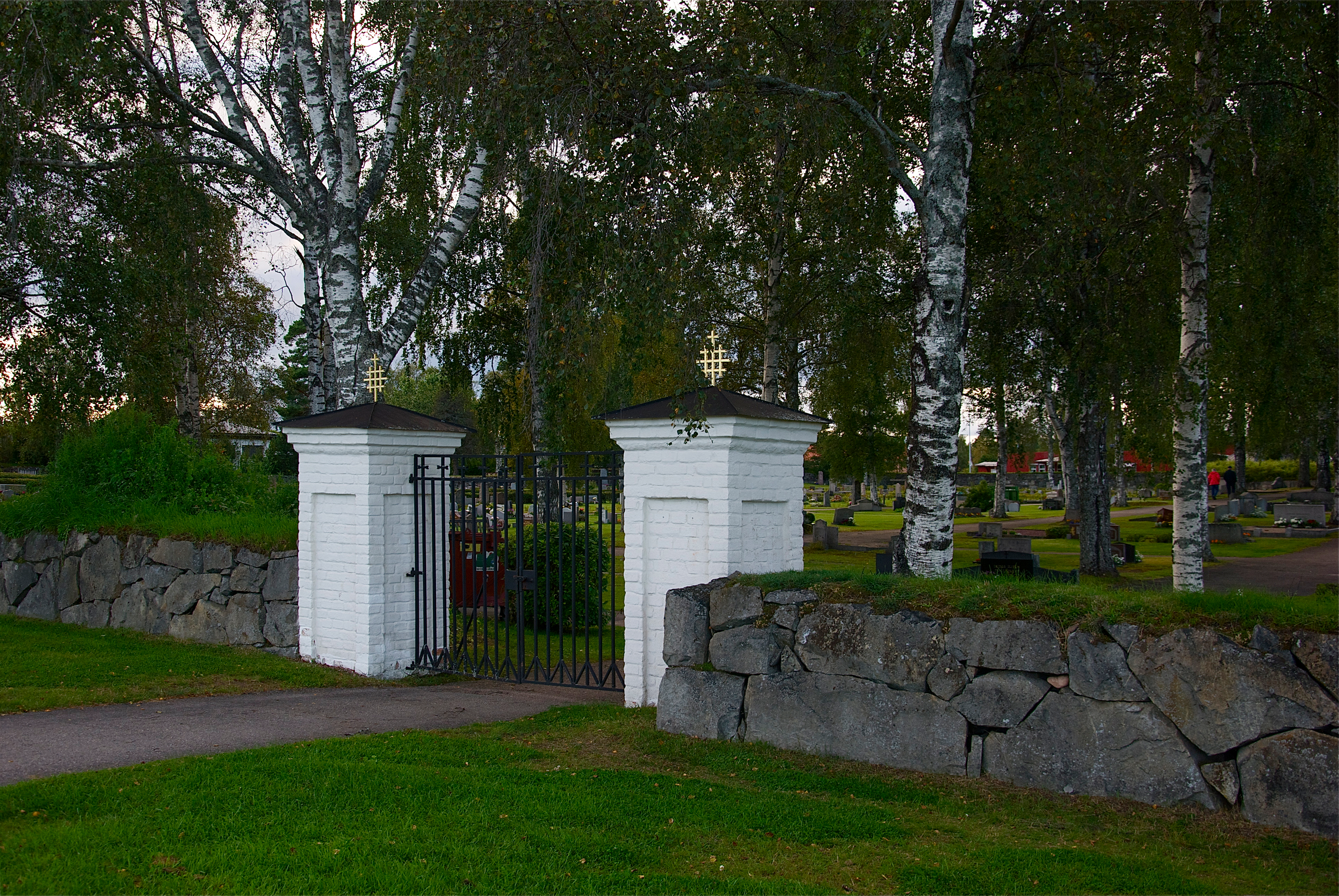
Ingång till kyrkogården som omger kyrkan.

Svegs kyrka är en kyrkobyggnad i centrala Sveg. Den är församlingskyrka i Svegsbygdens församling i Härnösands stift.

## Byggnaden
Kyrkan är av sten med torn och smalare sakristia i öster byggdes 1845–47. Den nuvarande kyrkan lär ha föregåtts av minst tre byggnader, varav den första troligen byggdes i slutet av 1000-talet. Den avlöstes möjligtvis av den stenkyrka som den 3 juli år 1563, brändes av Hälsingar i samband med ett anfall in i Härjedalen. En ny kyrka stod klar 1612, denna genomgick ett flertal reparationer och renoveringar under 1700-talet. Med den växande befolkningen beslöt man under 1820-talet att en ny och större kyrka skulle byggas. Det dröjde dock till 1845 innan byggmästare Jacob Norin (1795–1864) från Norrala i Hälsingland inledde bygget med att först riva den äldre kyrkan, och på samma plats uppfördes den nya.

## Inventarier
Byggnaden innehåller bl.a. ett altarskåp från 1623 (ett krigsbyte från Centraleuropa) och en predikstol från 1649. Kyrkklockan göts i Stockholm 1683 av Michel Bader. Dessutom finns en norsk mässhake i ylle från 1400-talet bevarad.
Orgeln byggdes 1974 av Hammarbergs Orgelbyggeri AB, Göteborg. Fasaden är från 1863.
| Man I. Huvudverk | Man II. Svällverk   | Pedal            | Koppel |
| ---------------- | ------------------- | ---------------- | ------ |
| Gedackt 16'      | Rörflöjt 8'         | Subbas 16'       | II/I   |
| Principal 8'     | Gamba 8'            | Principalbas 8'  | II/P   |
| Gedackt 8'       | Traversflöjt 4'     | Borduna 8'       | I/P    |
| Oktava 4'        | Kvintadena 4'       | Koppelflöjt 4'   |        |
| Rörflöjt 4'      | Principal 2'        | Rauschbas 3 chor |        |
| Waldflöjt 2'     | Scharf 3 chor       | Basun 16'        |        |
| Mixtur 5 chor    | Sesquialtera 2 chor | Klarin 4'        |        |
| Kornett 3 chor   | Fagott 16'          |                  |        |
| Trumpet 8'       | Skalmeja 8'         |                  |        |
|                  | Tremulant           |                  |        |